# Britney vs Spears
Britney vs Spears (bra/prt: Britney Vs. Spears) é um filme estadunidense de 2021, do gênero documentário, dirigido por Erin Lee Carr, que tem como tema a cantora e compositora americana Britney Spears, sua vida ao longo de sua carreira, e sua tutela.

## Enredo
Britney vs Spears conta a história explosiva da vida de Britney Spears e sua busca pública e privada pela liberdade. Apresentando trabalho investigativo de anos, entrevistas exclusivas e novos documentos, este longa-metragem da Netflix pinta um retrato completo da trajetória da estrela pop.

## Elenco
- Britney Spears ... ela mesma (arquivos de imagens)
- Jenny Eliscu ... ela mesma
- Felicia Culotta ... ela mesma
- Tania Baron ... ela mesma
- Adnan Ghalib ... ele mesmo (voz)
- Mark Vincent Kaplan... ele mesmo, advogado de Kevin Federline
- Sam Lutfi	... ele mesmo, ex-empresário de Britney
- Jamie Spears ... ele mesmo (arquivos de imagens)

## Lançamento
O documentário foi lançado em 28 de setembro de 2021 pela Netflix. Foi o título mais visto na plataforma nas 24 horas posteriores do lançamento nos Estados Unidos.

## Recepção
No Rotten Tomatoes, o filme detém um índice de 57% de aprovação, com base em 14 críticas, com uma nota média de 4,20/10.